# Malax baptistförsamling
Malax baptistförsamling är en baptistförsamling i Malax i Österbotten i Finland. Församlingen grundades den 9 februari 1901 med M. Westström som föreståndare. Församlingens Betel-kapellet invigdes 1901.

## Föreståndare
- 1901–1910: M. Westström
- 1910–1921: A. Andersson
- 1923–1928: A. R. Hallberg
- 1928–1930: I. Almqvist
- 1930–1931: Alfons Sundqvist
- 1936–1942: Alwar Edström
- 1942–1946: Alef Wikström
- 1946–1949: Villard Wallin
- 1955–1957: Holger Nystedt
- 1963–1967: Villard Wallin
- 1970: Samuel Högberg
- 1970–1972: Göran Björk
- 1972– Max Söderberg